# Xian autonome kazakh de Mori
Cette page contient des caractères spéciaux ou non latins. S’ils s’affichent mal (▯, ?, etc.), consultez la page d’aide Unicode.
Pour les articles homonymes, voir Mori.
Le xian autonome kazakh de Mori (木垒哈萨克自治县 ; pinyin : Mùlěi hāsàkè Zìzhìxiàn ; ouïghour : مورى قازاق ئاپتونوم ناھىيىسى / Mori Kazak Aptonom Nahiyisi) est un district administratif de la région autonome du Xinjiang en Chine. Il est placé sous la juridiction de la préfecture autonome hui de Changji.

## Démographie
La population du district était de 87 489 habitants en 1999.